# Course en ligne féminine aux championnats du monde de cyclisme sur route 2020
La course en ligne féminine aux championnats du monde de cyclisme sur route 2020 a lieu le 26 septembre 2020 à Imola, en Italie. Elle est remportée par la Néerlandaise Anna van der Breggen.

## Parcours
Le début et la fin de l'épreuve a lieu sur l'Autodromo Enzo e Dino Ferrari d'Imola. La course est tracée sur 143 kilomètres avec 2 750 mètres de dénivelé. Le circuit est d'une longueur de 28,8 kilomètres avec deux montées difficiles d'environ trois kilomètres chacune et une moyenne de 10 % avec des passages à 14%. Les trois derniers kilomètres de course ont lieu sur le circuit automobile.

## Qualification
Les qualifications sont principalement basées sur le classement UCI par nations à la date du 17 mars 2020. Les cinq premières nations qualifient sept coureuses, les dix nations suivantes en qualifient six et les cinq nations suivantes en qualifient cinq. Les autres nations peuvent envoyer jusqu'à trois coureuses au départ. La tenante du titre Annemiek van Vleuten est autorisée à prendre le départ de l'épreuve en plus du quota attribué par nation,.
| Équipes nationales (41)- Pays-Bas - Italie - Allemagne - Australie - États-Unis - Danemark - Grande-Bretagne - Pologne - Espagne - Belgique - France - Nouvelle-Zélande - Cuba - Slovénie - Canada - Ukraine - Afrique du Sud - Russie - Norvège - Suède - Luxembourg - Biélorussie - Lituanie - Suisse - Hongrie - Slovaquie - Tchéquie - Islande - Estonie - Colombie - Trinité-et-Tobago - Israël - Mexique - Ouzbekistan - Japon - Chili - Lettonie - Argentine - Éthiopie - Maroc - Autriche |
| |

## Favorites
En raison de la blessure de la tenante du titre, la Néerlandaise Annemiek van Vleuten qui souffre d'un poignet cassé (à la suite d'une chute lors du Tour d'Italie), mais qui est finalement présente au départ, les favorites sont sa compatriote Anna van der Breggen et l'Italienne Elisa Longo Borghini. En cas de course tactique, Marianne Vos peut compter sur son sprint pour régler un peloton réduit. Elizabeth Deignan, vainqueur de La course by Le Tour de France évolue dans le même registre. Les outsiders sont : Cecilie Uttrup Ludwig, Katarzyna Niewiadoma, Mavi Garcia, Mikayla Harvey et Ashleigh Moolman. 
À noter que la leader pour les États-Unis, Chloe Dygert, a chuté lourdement durant le contre-la-montre et n'est pas au départ. Pour l'Australie, Amanda Spratt, souffrant d'un traumatisme crânien après une chute durant le Tour d'Italie, est également absente,.

## Récit de la course
Lors du troisième tour, à quatre-vingt-trois kilomètres de l'arrivée, Alison Jackson attaque avec Grace Brown. Elles sont rapidement rejointes par : Juliette Labous, Lisa Brennauer, Katia Ragusa, Tayler Wiles, Alice Barnes, Hannah Barnes, Amy Pieters, Susanne Andersen et Christine Majerus. Mavi Garcia attaque peu de temps après et fait la jonction. À l'inverse, Hannah Barnes et Grace Brown sont lâchées dans les pentes du circuit. À soixante-cinq kilomètres de l'arrivée, l'avance du groupe est de une minute quinze. Dans la Cima Gallisterna, Eugenia Bujak part en poursuite. L'avance croit à deux minutes quatorze. Dans un descente, Ashleigh Moolman chute sans gravité dans un virage en épingle. À cinquante kilomètres de l'arrivée, Eugenia Bujak revient sur la tête, mais l'écart n'est plus que d'une minute. À deux tours de l'arrivée, dans la côte Mazzolano, Anna van der Breggen imprime un rythme très élevé dans la montée ce qui disloque le peloton. Elle est seulement suivie par : Annemiek van Vleuten, Elisa Longo Borghini, Elizabeth Deignan, Cecilie Uttrup Ludwig et Marianne Vos. Passé le sommet, un peloton d'une trentaine d'unités se reforme. L'échappée est alors reprise. Dans l'ascension suivante, la Cima Gallisterna, Annemiek van Vleuten se met en tête et accélère nettement mettant en difficulté la concurrence. Anna van der Breggen surenchérit alors avec un puissante attaque. Derrière, Annemiek van Vleuten, Elisa Longo Borghini et Cecilie Uttrup Ludwig forment un groupe de poursuite. Elizabeth Deignan les rejoint ensuite. Par la suite, le peloton les reprend. Anna van der Breggen passe la ligne avec une minute vingt-trois d'avance sur ses poursuivantes. Dans la dernière ascension de la course, Cecilie Uttrup Ludwig attaque avec Elisa Longo Borghini. Elizabeth Deignan doit lâcher prise, tandis qu'Annemiek van Vleuten fait le bond. Uttrup Ludwig est distancée proche du sommet. Elisa Longo Borghini attaque van Vleuten, mais ne parvient pas à la distancer. Anna van der Breggen s'impose en solitaire et réalise un doublé contre-la-montre/course en ligne que seule Jeannie Longo avait réalisé auparavant. Van Vleuten bat Longo Borghini dans un sprint serré. Derrière, Marianne Vos règle le sprint du peloton. Il y a donc trois Néerlandaises dans les quatre premières de la course.

## Classement
| \| Classement général \| Classement général \| Classement général \| Classement général \| Classement général \| \| Coureuse \| Coureuse \| Pays \| Équipe \| Temps \| \| ------------------ \| --------------------------- \| ------------------ \| ------------------ \| ------------------ \| \| 1re \| Anna van der Breggen \| Pays-Bas \| Pays-Bas \| 4 h 09 min 57 s \| \| 2e \| Annemiek van Vleuten \| Pays-Bas \| Pays-Bas \| + 1 min 20 s \| \| 3e \| Elisa Longo Borghini \| Italie \| Italie \| + 1 min 20 s \| \| 4e \| Marianne Vos \| Pays-Bas \| Pays-Bas \| + 2 min 01 s \| \| 5e \| Liane Lippert \| Allemagne \| Allemagne \| + 2 min 01 s \| \| 6e \| Lizzie Deignan \| Royaume-Uni \| Grande-Bretagne \| + 2 min 01 s \| \| 7e \| Katarzyna Niewiadoma \| Pologne \| Pologne \| + 2 min 01 s \| \| 8e \| Cecilie Uttrup Ludwig \| Danemark \| Danemark \| + 2 min 41 s \| \| 9e \| Lisa Brennauer \| Allemagne \| Allemagne \| + 3 min 08 s \| \| 10e \| Marlen Reusser \| Suisse \| Suisse \| + 3 min 08 s \| \| 11e \| Lauren Stephens \| États-Unis \| États-Unis \| + 3 min 08 s \| \| 12e \| Chantal van den Broek-Blaak \| Pays-Bas \| Pays-Bas \| + 3 min 08 s \| \| 13e \| Audrey Cordon-Ragot \| France \| France \| + 3 min 08 s \| \| 14e \| Eugenia Bujak \| Slovénie \| Slovénie \| + 3 min 08 s \| \| 15e \| Niamh Fisher-Black \| Nouvelle-Zélande \| Nouvelle-Zélande \| + 3 min 08 s \| \| 16e \| Rasa Leleivytė \| Lituanie \| Lituanie \| + 3 min 08 s \| \| 17e \| Urša Pintar \| Slovénie \| Slovénie \| + 3 min 08 s \| \| 18e \| Mavi García \| Espagne \| Espagne \| + 3 min 08 s \| \| 19e \| Ellen van Dijk \| Pays-Bas \| Pays-Bas \| + 3 min 08 s \| \| 20e \| Évita Muzic \| France \| France \| + 3 min 08 s \| |                             |                  |                  |                 |
| |                             |                  |                  |                 |
| Source : ProCyclingStats |                             |                  |                  |                 |
| Classement général |                             |                  |                  |                 |
| Coureuse | Coureuse                    | Pays             | Équipe           | Temps           |
| 1re | Anna van der Breggen        | Pays-Bas         | Pays-Bas         | 4 h 09 min 57 s |
| 2e | Annemiek van Vleuten        | Pays-Bas         | Pays-Bas         | + 1 min 20 s    |
| 3e | Elisa Longo Borghini        | Italie           | Italie           | + 1 min 20 s    |
| 4e | Marianne Vos                | Pays-Bas         | Pays-Bas         | + 2 min 01 s    |
| 5e | Liane Lippert               | Allemagne        | Allemagne        | + 2 min 01 s    |
| 6e | Lizzie Deignan              | Royaume-Uni      | Grande-Bretagne  | + 2 min 01 s    |
| 7e | Katarzyna Niewiadoma        | Pologne          | Pologne          | + 2 min 01 s    |
| 8e | Cecilie Uttrup Ludwig       | Danemark         | Danemark         | + 2 min 41 s    |
| 9e | Lisa Brennauer              | Allemagne        | Allemagne        | + 3 min 08 s    |
| 10e | Marlen Reusser              | Suisse           | Suisse           | + 3 min 08 s    |
| 11e | Lauren Stephens             | États-Unis       | États-Unis       | + 3 min 08 s    |
| 12e | Chantal van den Broek-Blaak | Pays-Bas         | Pays-Bas         | + 3 min 08 s    |
| 13e | Audrey Cordon-Ragot         | France           | France           | + 3 min 08 s    |
| 14e | Eugenia Bujak               | Slovénie         | Slovénie         | + 3 min 08 s    |
| 15e | Niamh Fisher-Black          | Nouvelle-Zélande | Nouvelle-Zélande | + 3 min 08 s    |
| 16e | Rasa Leleivytė              | Lituanie         | Lituanie         | + 3 min 08 s    |
| 17e | Urša Pintar                 | Slovénie         | Slovénie         | + 3 min 08 s    |
| 18e | Mavi García                 | Espagne          | Espagne          | + 3 min 08 s    |
| 19e | Ellen van Dijk              | Pays-Bas         | Pays-Bas         | + 3 min 08 s    |
| 20e | Évita Muzic                 | France           | France           | + 3 min 08 s    |

## Liste des participantes
| Pays-Bas NED | Pays-Bas NED                | Pays-Bas NED |
| ------------ | --------------------------- | ------------ |
| Num          | Coureuse                    | Pos          |
| 1            | Annemiek van Vleuten        | 2e           |
| 2            | Floortje Mackaij            | 92e          |
| 3            | Amy Pieters                 | 34e          |
| 4            | Chantal van den Broek-Blaak | 12e          |
| 5            | Anna van der Breggen        | 1re          |
| 6            | Ellen van Dijk              | 19e          |
| 7            | Demi Vollering              | 35e          |
| 8            | Marianne Vos                | 4e           |

| Italie ITA | Italie ITA           | Italie ITA |
| ---------- | -------------------- | ---------- |
| Num        | Coureuse             | Pos        |
| 9          | Marta Cavalli        | 33e        |
| 10         | Elena Cecchini       | AB         |
| 11         | Tatiana Guderzo      | 45e        |
| 12         | Elisa Longo Borghini | 3e         |
| 13         | Erica Magnaldi       | 65e        |
| 14         | Soraya Paladin       | 67e        |
| 15         | Katia Ragusa         | 31e        |

| Allemagne GER | Allemagne GER  | Allemagne GER |
| ------------- | -------------- | ------------- |
| Num           | Coureuse       | Pos           |
| 16            | Lisa Brennauer | 9e            |
| 17            | Kathrin Hammes | 101e          |
| 18            | Romy Kasper    | AB            |
| 19            | Franziska Koch | 75e           |
| 20            | Mieke Kröger   | 99e           |
| 21            | Liane Lippert  | 5e            |
| 22            | Trixi Worrack  | AB            |

| Australie AUS | Australie AUS    | Australie AUS |
| ------------- | ---------------- | ------------- |
| Num           | Coureuse         | Pos           |
| 23            | Grace Brown      | 91e           |
| 24            | Brodie Chapman   | 32e           |
| 25            | Shara Marche     | AB            |
| 26            | Lucy Kennedy     | 28e           |
| 27            | Rachel Neylan    | 51e           |
| 28            | Sarah Roy        | 68e           |
| 29            | Tiffany Cromwell | AB            |

| États-Unis USA | États-Unis USA          | États-Unis USA |
| -------------- | ----------------------- | -------------- |
| Num            | Coureuse                | Pos            |
| 30             | Kristabel Doebel-Hickok | 29e            |
| 32             | Amber Neben             | 69e            |
| 33             | Coryn Rivera            | 37e            |
| 34             | Lauren Stephens         | 11e            |
| 35             | Tayler Wiles            | 26e            |
| 36             | Ruth Edwards            | AB             |

| Danemark DEN | Danemark DEN          | Danemark DEN |
| ------------ | --------------------- | ------------ |
| Num          | Coureuse              | Pos          |
| 37           | Birgitte Andersen     | AB           |
| 38           | Amalie Dideriksen     | 90e          |
| 39           | Emma Norsgaard        | 61e          |
| 40           | Julie Norman Leth     | 93e          |
| 41           | Cecilie Uttrup Ludwig | 8e           |
| 42           | Pernille Mathiesen    | AB           |

| Grande-Bretagne GBR | Grande-Bretagne GBR | Grande-Bretagne GBR |
| ------------------- | ------------------- | ------------------- |
| Num                 | Coureuse            | Pos                 |
| 43                  | Elizabeth Banks     | 63e                 |
| 44                  | Alice Barnes        | AB                  |
| 45                  | Hannah Barnes       | 36e                 |
| 46                  | Lizzie Deignan      | 6e                  |
| 47                  | Anna Henderson      | 60e                 |
| 48                  | Anna Shackley       | 25e                 |

| Pologne POL | Pologne POL          | Pologne POL |
| ----------- | -------------------- | ----------- |
| Num         | Coureuse             | Pos         |
| 49          | Małgorzata Jasińska  | 80e         |
| 50          | Karolina Kumięga     | 85e         |
| 51          | Marta Lach           | 48e         |
| 52          | Katarzyna Niewiadoma | 7e          |
| 53          | Anna Plichta         | AB          |
| 54          | Katarzyna Wilkos     | AB          |

| Espagne ESP | Espagne ESP      | Espagne ESP |
| ----------- | ---------------- | ----------- |
| Num         | Coureuse         | Pos         |
| 55          | Sandra Alonso    | 98e         |
| 56          | Mavi García      | 18e         |
| 57          | Alicia González  | 97e         |
| 58          | Sara Martín      | 79e         |
| 59          | Gloria Rodríguez | AB          |
| 60          | Ane Santesteban  | 23e         |

| Belgique BEL | Belgique BEL       | Belgique BEL |
| ------------ | ------------------ | ------------ |
| Num          | Coureuse           | Pos          |
| 61           | Valerie Demey      | 50e          |
| 62           | Mieke Docx         | 102e         |
| 63           | Lone Meertens      | 94e          |
| 64           | Ann-Sophie Duyck   | AB           |
| 65           | Fien Van Eynde     | 100e         |
| 66           | Jesse Vandenbulcke | 53e          |

| France FRA | France FRA          | France FRA |
| ---------- | ------------------- | ---------- |
| Num        | Coureuse            | Pos        |
| 67         | Audrey Cordon-Ragot | 13e        |
| 68         | Victorie Guilman    | 72e        |
| 69         | Juliette Labous     | 41e        |
| 70         | Sandra Levenez      | 27e        |
| 71         | Évita Muzic         | 20e        |

| Nouvelle-Zélande NZL | Nouvelle-Zélande NZL | Nouvelle-Zélande NZL |
| -------------------- | -------------------- | -------------------- |
| Num                  | Coureuse             | Pos                  |
| 72                   | Niamh Fisher-Black   | 15e                  |
| 73                   | Mikayla Harvey       | 22e                  |
| 74                   | Georgia Williams     | 46e                  |

| Cuba CUB | Cuba CUB       | Cuba CUB |
| -------- | -------------- | -------- |
| Num      | Coureuse       | Pos      |
| 75       | Arlenis Sierra | 39e      |

| Slovénie SLO | Slovénie SLO  | Slovénie SLO |
| ------------ | ------------- | ------------ |
| Num          | Coureuse      | Pos          |
| 76           | Urška Bravec  | AB           |
| 77           | Eugenia Bujak | 14e          |
| 78           | Špela Kern    | 38e          |
| 79           | Urša Pintar   | 17e          |
| 80           | Urška Žigart  | 105e         |

| Canada CAN | Canada CAN           | Canada CAN |
| ---------- | -------------------- | ---------- |
| Num        | Coureuse             | Pos        |
| 81         | Marie-Soleil Blais   | AB         |
| 82         | Karol-Ann Canuel     | 66e        |
| 83         | Alison Jackson       | 30e        |
| 84         | Leah Kirchmann       | 59e        |
| 85         | Sara Poidevin        | 42e        |
| 86         | Magdeleine Vallieres | AB         |

| Ukraine UKR | Ukraine UKR        | Ukraine UKR |
| ----------- | ------------------ | ----------- |
| Num         | Coureuse           | Pos         |
| 87          | Julia Biryukova    | 78e         |
| 88          | Valeriya Kononenko | AB          |
| 89          | Yevheniya Vysotska | 57e         |

| Afrique du Sud RSA | Afrique du Sud RSA | Afrique du Sud RSA |
| ------------------ | ------------------ | ------------------ |
| Num                | Coureuse           | Pos                |
| 90                 | Kerry Jonker       | AB                 |
| 91                 | Ashleigh Moolman   | 56e                |

| Russie RUS | Russie RUS         | Russie RUS |
| ---------- | ------------------ | ---------- |
| Num        | Coureuse           | Pos        |
| 92         | Aigul Gareeva      | 43e        |
| 93         | Diana Klimova      | 77e        |
| 94         | Maria Novolodskaya | 49e        |

| Norvège NOR | Norvège NOR           | Norvège NOR |
| ----------- | --------------------- | ----------- |
| Num         | Coureuse              | Pos         |
| 95          | Katrine Aalerud       | 24e         |
| 96          | Susanne Andersen      | 70e         |
| 97          | Stine Borgli          | 71e         |
| 98          | Martine Gjøs          | AB          |
| 99          | Ingrid Lorvik         | 89e         |
| 100         | Mie Bjørndal Ottestad | AB          |

| Suède SWE | Suède SWE       | Suède SWE |
| --------- | --------------- | --------- |
| Num       | Coureuse        | Pos       |
| 101       | Julia Borgström | 104e      |
| 102       | Hanna Nilsson   | 52e       |
| 103       | Lisa Nordén     | AB        |

| Luxembourg LUX | Luxembourg LUX    | Luxembourg LUX |
| -------------- | ----------------- | -------------- |
| Num            | Coureuse          | Pos            |
| 104            | Nina Berton       | AB             |
| 105            | Claire Faber      | AB             |
| 106            | Christine Majerus | 62e            |

| Biélorussie BLR | Biélorussie BLR     | Biélorussie BLR |
| --------------- | ------------------- | --------------- |
| Num             | Coureuse            | Pos             |
| 107             | Alena Amialiusik    | AB              |
| 108             | Anastasiya Kolesava | 84e             |

| Lituanie LTU | Lituanie LTU      | Lituanie LTU |
| ------------ | ----------------- | ------------ |
| Num          | Coureuse          | Pos          |
| 109          | Olivija Baleišytė | 103e         |
| 110          | Akvilė Gedraitytė | AB           |
| 111          | Rasa Leleivytė    | 16e          |

| Autriche AUT | Autriche AUT       | Autriche AUT |
| ------------ | ------------------ | ------------ |
| Num          | Coureuse           | Pos          |
| 112          | Anna Kiesenhofer   | 44e          |
| 113          | Sarah Rijkes       | 86e          |
| 114          | Angelika Tazreiter | AB           |

| Suisse SUI | Suisse SUI     | Suisse SUI |
| ---------- | -------------- | ---------- |
| Num        | Coureuse       | Pos        |
| 115        | Elise Chabbey  | 58e        |
| 116        | Melanie Maurer | 73e        |
| 117        | Marlen Reusser | 10e        |
| 118        | Noemi Rüegg    | 87e        |

| Hongrie HUN | Hongrie HUN | Hongrie HUN |
| ----------- | ----------- | ----------- |
| Num         | Coureuse    | Pos         |
| 119         | Blanka Vas  | 54e         |

| Slovaquie SVK | Slovaquie SVK    | Slovaquie SVK |
| ------------- | ---------------- | ------------- |
| Num           | Coureuse         | Pos           |
| 120           | Tereza Medvedová | 95e           |

| Tchéquie CZE | Tchéquie CZE      | Tchéquie CZE |
| ------------ | ----------------- | ------------ |
| Num          | Coureuse          | Pos          |
| 121          | Jarmila Machačová | 76e          |
| 122          | Tereza Neumanová  | 74e          |
| 123          | Nikola Nosková    | 64e          |

| Islande ISL | Islande ISL                | Islande ISL |
| ----------- | -------------------------- | ----------- |
| Num         | Coureuse                   | Pos         |
| 124         | Agusta Edda Bjornsdóttir   | AB          |
| 125         | Bríet Kristý Gunnarsdóttir | AB          |
| 126         | Hafdís Sigurðardóttir      | AB          |

| Estonie EST | Estonie EST | Estonie EST |
| ----------- | ----------- | ----------- |
| Num         | Coureuse    | Pos         |
| 127         | Mae Lang    | AB          |

| Colombie COL | Colombie COL      | Colombie COL |
| ------------ | ----------------- | ------------ |
| Num          | Coureuse          | Pos          |
| 128          | Daniela Atehortua | AB           |
| 129          | Paula Patiño      | 55e          |
| 130          | Carolina Upegui   | 83e          |

| Trinité-et-Tobago TTO | Trinité-et-Tobago TTO | Trinité-et-Tobago TTO |
| --------------------- | --------------------- | --------------------- |
| Num                   | Coureuse              | Pos                   |
| 131                   | Teniel Campbell       | 47e                   |

| Israël ISR | Israël ISR   | Israël ISR |
| ---------- | ------------ | ---------- |
| Num        | Coureuse     | Pos        |
| 133        | Omer Shapira | 40e        |

| Mexique MEX | Mexique MEX       | Mexique MEX |
| ----------- | ----------------- | ----------- |
| Num         | Coureuse          | Pos         |
| 134         | Antonieta Gaxiola | AB          |
| 135         | Ariadna Gutiérrez | 81e         |
| 136         | Andrea Ramírez    | AB          |
| 137         | Brenda Santoyo    | AB          |

| Ouzbekistan UZB | Ouzbekistan UZB   | Ouzbekistan UZB |
| --------------- | ----------------- | --------------- |
| Num             | Coureuse          | Pos             |
| 138             | Olga Zabelinskaïa | NP              |

| Japon JPN | Japon JPN    | Japon JPN |
| --------- | ------------ | --------- |
| Num       | Coureuse     | Pos       |
| 139       | Eri Yonamine | 21e       |

| Chili CHI | Chili CHI     | Chili CHI |
| --------- | ------------- | --------- |
| Num       | Coureuse      | Pos       |
| 140       | Catalina Soto | 96e       |

| Lettonie LAT | Lettonie LAT | Lettonie LAT |
| ------------ | ------------ | ------------ |
| Num          | Coureuse     | Pos          |
| 141          | Lija Laizāne | 82e          |

| Argentine ARG | Argentine ARG | Argentine ARG |
| ------------- | ------------- | ------------- |
| Num           | Coureuse      | Pos           |
| 142           | Anabel Yapura | AB            |

| Éthiopie ETH | Éthiopie ETH        | Éthiopie ETH |
| ------------ | ------------------- | ------------ |
| Num          | Coureuse            | Pos          |
| 143          | Eyeru Tesfoam Gebru | 88e          |

| Maroc MAR | Maroc MAR              | Maroc MAR |
| --------- | ---------------------- | --------- |
| Num       | Coureuse               | Pos       |
| 144       | Fatima Zahra El Hayani | AB        |
| 145       | Siham Es Sad           | AB        |

| Pays-Bas NED | Pays-Bas NED                | Pays-Bas NED |
| ------------ | --------------------------- | ------------ |
| Num          | Coureuse                    | Pos          |
| 1            | Annemiek van Vleuten        | 2e           |
| 2            | Floortje Mackaij            | 92e          |
| 3            | Amy Pieters                 | 34e          |
| 4            | Chantal van den Broek-Blaak | 12e          |
| 5            | Anna van der Breggen        | 1re          |
| 6            | Ellen van Dijk              | 19e          |
| 7            | Demi Vollering              | 35e          |
| 8            | Marianne Vos                | 4e           |

| Italie ITA | Italie ITA           | Italie ITA |
| ---------- | -------------------- | ---------- |
| Num        | Coureuse             | Pos        |
| 9          | Marta Cavalli        | 33e        |
| 10         | Elena Cecchini       | AB         |
| 11         | Tatiana Guderzo      | 45e        |
| 12         | Elisa Longo Borghini | 3e         |
| 13         | Erica Magnaldi       | 65e        |
| 14         | Soraya Paladin       | 67e        |
| 15         | Katia Ragusa         | 31e        |

| Allemagne GER | Allemagne GER  | Allemagne GER |
| ------------- | -------------- | ------------- |
| Num           | Coureuse       | Pos           |
| 16            | Lisa Brennauer | 9e            |
| 17            | Kathrin Hammes | 101e          |
| 18            | Romy Kasper    | AB            |
| 19            | Franziska Koch | 75e           |
| 20            | Mieke Kröger   | 99e           |
| 21            | Liane Lippert  | 5e            |
| 22            | Trixi Worrack  | AB            |

| Australie AUS | Australie AUS    | Australie AUS |
| ------------- | ---------------- | ------------- |
| Num           | Coureuse         | Pos           |
| 23            | Grace Brown      | 91e           |
| 24            | Brodie Chapman   | 32e           |
| 25            | Shara Marche     | AB            |
| 26            | Lucy Kennedy     | 28e           |
| 27            | Rachel Neylan    | 51e           |
| 28            | Sarah Roy        | 68e           |
| 29            | Tiffany Cromwell | AB            |

| États-Unis USA | États-Unis USA          | États-Unis USA |
| -------------- | ----------------------- | -------------- |
| Num            | Coureuse                | Pos            |
| 30             | Kristabel Doebel-Hickok | 29e            |
| 32             | Amber Neben             | 69e            |
| 33             | Coryn Rivera            | 37e            |
| 34             | Lauren Stephens         | 11e            |
| 35             | Tayler Wiles            | 26e            |
| 36             | Ruth Edwards            | AB             |

| Danemark DEN | Danemark DEN          | Danemark DEN |
| ------------ | --------------------- | ------------ |
| Num          | Coureuse              | Pos          |
| 37           | Birgitte Andersen     | AB           |
| 38           | Amalie Dideriksen     | 90e          |
| 39           | Emma Norsgaard        | 61e          |
| 40           | Julie Norman Leth     | 93e          |
| 41           | Cecilie Uttrup Ludwig | 8e           |
| 42           | Pernille Mathiesen    | AB           |

| Grande-Bretagne GBR | Grande-Bretagne GBR | Grande-Bretagne GBR |
| ------------------- | ------------------- | ------------------- |
| Num                 | Coureuse            | Pos                 |
| 43                  | Elizabeth Banks     | 63e                 |
| 44                  | Alice Barnes        | AB                  |
| 45                  | Hannah Barnes       | 36e                 |
| 46                  | Lizzie Deignan      | 6e                  |
| 47                  | Anna Henderson      | 60e                 |
| 48                  | Anna Shackley       | 25e                 |

| Pologne POL | Pologne POL          | Pologne POL |
| ----------- | -------------------- | ----------- |
| Num         | Coureuse             | Pos         |
| 49          | Małgorzata Jasińska  | 80e         |
| 50          | Karolina Kumięga     | 85e         |
| 51          | Marta Lach           | 48e         |
| 52          | Katarzyna Niewiadoma | 7e          |
| 53          | Anna Plichta         | AB          |
| 54          | Katarzyna Wilkos     | AB          |

| Espagne ESP | Espagne ESP      | Espagne ESP |
| ----------- | ---------------- | ----------- |
| Num         | Coureuse         | Pos         |
| 55          | Sandra Alonso    | 98e         |
| 56          | Mavi García      | 18e         |
| 57          | Alicia González  | 97e         |
| 58          | Sara Martín      | 79e         |
| 59          | Gloria Rodríguez | AB          |
| 60          | Ane Santesteban  | 23e         |

| Belgique BEL | Belgique BEL       | Belgique BEL |
| ------------ | ------------------ | ------------ |
| Num          | Coureuse           | Pos          |
| 61           | Valerie Demey      | 50e          |
| 62           | Mieke Docx         | 102e         |
| 63           | Lone Meertens      | 94e          |
| 64           | Ann-Sophie Duyck   | AB           |
| 65           | Fien Van Eynde     | 100e         |
| 66           | Jesse Vandenbulcke | 53e          |

| France FRA | France FRA          | France FRA |
| ---------- | ------------------- | ---------- |
| Num        | Coureuse            | Pos        |
| 67         | Audrey Cordon-Ragot | 13e        |
| 68         | Victorie Guilman    | 72e        |
| 69         | Juliette Labous     | 41e        |
| 70         | Sandra Levenez      | 27e        |
| 71         | Évita Muzic         | 20e        |

| Nouvelle-Zélande NZL | Nouvelle-Zélande NZL | Nouvelle-Zélande NZL |
| -------------------- | -------------------- | -------------------- |
| Num                  | Coureuse             | Pos                  |
| 72                   | Niamh Fisher-Black   | 15e                  |
| 73                   | Mikayla Harvey       | 22e                  |
| 74                   | Georgia Williams     | 46e                  |

| Cuba CUB | Cuba CUB       | Cuba CUB |
| -------- | -------------- | -------- |
| Num      | Coureuse       | Pos      |
| 75       | Arlenis Sierra | 39e      |

| Slovénie SLO | Slovénie SLO  | Slovénie SLO |
| ------------ | ------------- | ------------ |
| Num          | Coureuse      | Pos          |
| 76           | Urška Bravec  | AB           |
| 77           | Eugenia Bujak | 14e          |
| 78           | Špela Kern    | 38e          |
| 79           | Urša Pintar   | 17e          |
| 80           | Urška Žigart  | 105e         |

| Canada CAN | Canada CAN           | Canada CAN |
| ---------- | -------------------- | ---------- |
| Num        | Coureuse             | Pos        |
| 81         | Marie-Soleil Blais   | AB         |
| 82         | Karol-Ann Canuel     | 66e        |
| 83         | Alison Jackson       | 30e        |
| 84         | Leah Kirchmann       | 59e        |
| 85         | Sara Poidevin        | 42e        |
| 86         | Magdeleine Vallieres | AB         |

| Ukraine UKR | Ukraine UKR        | Ukraine UKR |
| ----------- | ------------------ | ----------- |
| Num         | Coureuse           | Pos         |
| 87          | Julia Biryukova    | 78e         |
| 88          | Valeriya Kononenko | AB          |
| 89          | Yevheniya Vysotska | 57e         |

| Afrique du Sud RSA | Afrique du Sud RSA | Afrique du Sud RSA |
| ------------------ | ------------------ | ------------------ |
| Num                | Coureuse           | Pos                |
| 90                 | Kerry Jonker       | AB                 |
| 91                 | Ashleigh Moolman   | 56e                |

| Russie RUS | Russie RUS         | Russie RUS |
| ---------- | ------------------ | ---------- |
| Num        | Coureuse           | Pos        |
| 92         | Aigul Gareeva      | 43e        |
| 93         | Diana Klimova      | 77e        |
| 94         | Maria Novolodskaya | 49e        |

| Norvège NOR | Norvège NOR           | Norvège NOR |
| ----------- | --------------------- | ----------- |
| Num         | Coureuse              | Pos         |
| 95          | Katrine Aalerud       | 24e         |
| 96          | Susanne Andersen      | 70e         |
| 97          | Stine Borgli          | 71e         |
| 98          | Martine Gjøs          | AB          |
| 99          | Ingrid Lorvik         | 89e         |
| 100         | Mie Bjørndal Ottestad | AB          |

| Suède SWE | Suède SWE       | Suède SWE |
| --------- | --------------- | --------- |
| Num       | Coureuse        | Pos       |
| 101       | Julia Borgström | 104e      |
| 102       | Hanna Nilsson   | 52e       |
| 103       | Lisa Nordén     | AB        |

| Luxembourg LUX | Luxembourg LUX    | Luxembourg LUX |
| -------------- | ----------------- | -------------- |
| Num            | Coureuse          | Pos            |
| 104            | Nina Berton       | AB             |
| 105            | Claire Faber      | AB             |
| 106            | Christine Majerus | 62e            |

| Biélorussie BLR | Biélorussie BLR     | Biélorussie BLR |
| --------------- | ------------------- | --------------- |
| Num             | Coureuse            | Pos             |
| 107             | Alena Amialiusik    | AB              |
| 108             | Anastasiya Kolesava | 84e             |

| Lituanie LTU | Lituanie LTU      | Lituanie LTU |
| ------------ | ----------------- | ------------ |
| Num          | Coureuse          | Pos          |
| 109          | Olivija Baleišytė | 103e         |
| 110          | Akvilė Gedraitytė | AB           |
| 111          | Rasa Leleivytė    | 16e          |

| Autriche AUT | Autriche AUT       | Autriche AUT |
| ------------ | ------------------ | ------------ |
| Num          | Coureuse           | Pos          |
| 112          | Anna Kiesenhofer   | 44e          |
| 113          | Sarah Rijkes       | 86e          |
| 114          | Angelika Tazreiter | AB           |

| Suisse SUI | Suisse SUI     | Suisse SUI |
| ---------- | -------------- | ---------- |
| Num        | Coureuse       | Pos        |
| 115        | Elise Chabbey  | 58e        |
| 116        | Melanie Maurer | 73e        |
| 117        | Marlen Reusser | 10e        |
| 118        | Noemi Rüegg    | 87e        |

| Hongrie HUN | Hongrie HUN | Hongrie HUN |
| ----------- | ----------- | ----------- |
| Num         | Coureuse    | Pos         |
| 119         | Blanka Vas  | 54e         |

| Slovaquie SVK | Slovaquie SVK    | Slovaquie SVK |
| ------------- | ---------------- | ------------- |
| Num           | Coureuse         | Pos           |
| 120           | Tereza Medvedová | 95e           |

| Tchéquie CZE | Tchéquie CZE      | Tchéquie CZE |
| ------------ | ----------------- | ------------ |
| Num          | Coureuse          | Pos          |
| 121          | Jarmila Machačová | 76e          |
| 122          | Tereza Neumanová  | 74e          |
| 123          | Nikola Nosková    | 64e          |

| Islande ISL | Islande ISL                | Islande ISL |
| ----------- | -------------------------- | ----------- |
| Num         | Coureuse                   | Pos         |
| 124         | Agusta Edda Bjornsdóttir   | AB          |
| 125         | Bríet Kristý Gunnarsdóttir | AB          |
| 126         | Hafdís Sigurðardóttir      | AB          |

| Estonie EST | Estonie EST | Estonie EST |
| ----------- | ----------- | ----------- |
| Num         | Coureuse    | Pos         |
| 127         | Mae Lang    | AB          |

| Colombie COL | Colombie COL      | Colombie COL |
| ------------ | ----------------- | ------------ |
| Num          | Coureuse          | Pos          |
| 128          | Daniela Atehortua | AB           |
| 129          | Paula Patiño      | 55e          |
| 130          | Carolina Upegui   | 83e          |

| Trinité-et-Tobago TTO | Trinité-et-Tobago TTO | Trinité-et-Tobago TTO |
| --------------------- | --------------------- | --------------------- |
| Num                   | Coureuse              | Pos                   |
| 131                   | Teniel Campbell       | 47e                   |

| Israël ISR | Israël ISR   | Israël ISR |
| ---------- | ------------ | ---------- |
| Num        | Coureuse     | Pos        |
| 133        | Omer Shapira | 40e        |

| Mexique MEX | Mexique MEX       | Mexique MEX |
| ----------- | ----------------- | ----------- |
| Num         | Coureuse          | Pos         |
| 134         | Antonieta Gaxiola | AB          |
| 135         | Ariadna Gutiérrez | 81e         |
| 136         | Andrea Ramírez    | AB          |
| 137         | Brenda Santoyo    | AB          |

| Ouzbekistan UZB | Ouzbekistan UZB   | Ouzbekistan UZB |
| --------------- | ----------------- | --------------- |
| Num             | Coureuse          | Pos             |
| 138             | Olga Zabelinskaïa | NP              |

| Japon JPN | Japon JPN    | Japon JPN |
| --------- | ------------ | --------- |
| Num       | Coureuse     | Pos       |
| 139       | Eri Yonamine | 21e       |

| Chili CHI | Chili CHI     | Chili CHI |
| --------- | ------------- | --------- |
| Num       | Coureuse      | Pos       |
| 140       | Catalina Soto | 96e       |

| Lettonie LAT | Lettonie LAT | Lettonie LAT |
| ------------ | ------------ | ------------ |
| Num          | Coureuse     | Pos          |
| 141          | Lija Laizāne | 82e          |

| Argentine ARG | Argentine ARG | Argentine ARG |
| ------------- | ------------- | ------------- |
| Num           | Coureuse      | Pos           |
| 142           | Anabel Yapura | AB            |

| Éthiopie ETH | Éthiopie ETH        | Éthiopie ETH |
| ------------ | ------------------- | ------------ |
| Num          | Coureuse            | Pos          |
| 143          | Eyeru Tesfoam Gebru | 88e          |

| Maroc MAR | Maroc MAR              | Maroc MAR |
| --------- | ---------------------- | --------- |
| Num       | Coureuse               | Pos       |
| 144       | Fatima Zahra El Hayani | AB        |
| 145       | Siham Es Sad           | AB        |